# Okhtyrka
Okhtyrka (en ukrainien : Охтирка) ou Akhtyrka (en russe : Ахтырка) est une ville de l'oblast de Soumy, en Ukraine, et le centre administratif du raïon d'Okhtyrka. Sa population s'élevait à 46 660 habitants en 2022.

## Géographie
Okhtyrka est située à la confluence des rivières Okhtyrka et Vorskla. Elle se trouve à 18 km au sud de Trostianets, à 68 km au sud de Soumy, à 85 km au nord de Poltava, à 101 km au nord-ouest de Kharkiv et à 311 km à l'est de Kiev.

## Histoire
Okhtyrka est fondée en 1641 comme un avant-poste polonais ensuite développé par l'Empire russe et joue un pôle important dans l'Ukraine slobodienne, aux XVIIe et XVIIIe siècles, quand elle rivalise même avec Kharkiv. Okhtyrka reçoit le statut de ville en 1703. Elle est le centre administratif du régiment d’Okhtyrka de 1665 à 1765. Dans la conception russe, le « régiment d’Okhtyrka » recouvrait non seulement une formation militaire, d’origine cosaque, mais également une circonscription administrative, le tout formant un ensemble destiné à protéger les frontières méridionales de la Russie des raids menés par les Tatars de Crimée et les Nogaïs. À sa fondation, le « régiment » compte 456 familles de paysans et de Cosaques et en 1732 il regroupait dix « compagnies » : une « compagnie » : entité administrative, territoriale, judiciaire et militaire (entre 200 et 250 hommes armés) faisant partie d’un « régiment ». Sur les 41 000 membres mâles de sa population (Okhtyrka et sa région administrative), 7 200 étaient des « Cosaques élus », 17 100 des « assistants cosaques » (des Cosaques trop pauvres pour posséder leur propre équipement et assumer un service militaire). Le territoire affecté à ce « régiment » est réduit à la suite de la grande guerre du Nord de 1708-1709 et à celle opposant la Russie à la Turquie en 1735. À la suite de l’abolition de l’hetmanat et de l’ordre cosaque, le régiment cosaque d’Okhtyrka est transformé en 1765 en un régiment de hussards et les terres du « régiment d’Okhyrka » deviennent une partie de l’Empire russe avant d’être rattachées en 1835 à la circonscription administrative de Kharkov.
Le blason de la ville est présenté par Catherine II le 21 septembre 1781 — et rétabli en 1991 par le conseil municipal. Okhtyrka est la première ville d'Ukraine, et de l'Empire russe, à se doter d'une manufacture de tabac, fondée en 1781.
La ville est un lieu de villégiature prisé par la noblesse russe au XIXe siècle.
Lors de la Seconde Guerre mondiale, la ville est prise dans la gigantesque bataille de Koursk de juillet 1943, qui voit l’anéantissement partiel des corps blindés de la Wehrmacht par l’Armée rouge. Elle est libérée le 10 août 1943. La 168e division d’infanterie de la Wehrmacht est totalement anéantie en février 1944 à Okhtyrka.

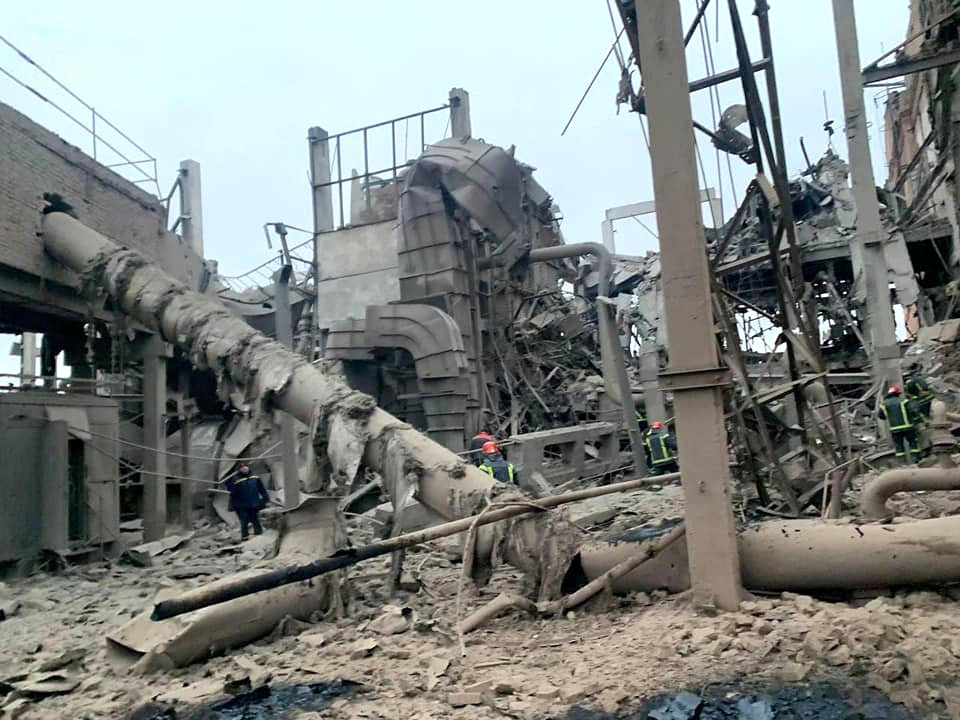
Ruines de la centrale thermique d'Okhtyrka, le lendemain de l'attaque aérienne russe.

Lors de l'invasion de l'Ukraine par la Russie en 2022, la base aérienne située à l'est de la ville est bombardée par l'armée russe le 28 février 2022 ; au moins 70 soldats ukrainiens sont tués. Le 3 mars 2022, la centrale thermique de la ville subit une attaque aérienne. Selon le ministère des Situations d'urgence, les sauveteurs, avec des collaborateurs de l'entreprise et des habitants de la ville commencent à nettoyer les décombres le lendemain, mais les travaux sont suspendus en raison de la menace d'une nouvelle frappe aérienne. Une femme est finalement libérée des décombres et les corps de trois personnes sont retrouvés. Les habitants d'Okhtyrka se retrouvent sans chauffage à la suite de cette attaque.

## Population
Recensements ou estimations de la population :
| 1785   | 1867   | 1881   | 1897*  | 1900   | 1923*  | 1926*  |
| ------ | ------ | ------ | ------ | ------ | ------ | ------ |
| 12 849 | 17 411 | 22 030 | 23 399 | 25 965 | 25 342 | 26 952 |

| 1939*  | 1959*  | 1970*  | 1979*  | 1989*  | 2001*  | 2010   |
| ------ | ------ | ------ | ------ | ------ | ------ | ------ |
| 28 433 | 32 031 | 41 354 | 45 785 | 50 726 | 50 399 | 49 325 |

| 2011   | 2012   | 2013   | 2014   | 2015   | 2016   | 2017   |
| ------ | ------ | ------ | ------ | ------ | ------ | ------ |
| 49 141 | 49 084 | 49 047 | 48 881 | 48 817 | 48 645 | 48 509 |

| 2018   | 2019   | 2020   | 2021   | 2022   | - | - |
| ------ | ------ | ------ | ------ | ------ | - | - |
| 48 128 | 47 829 | 47 603 | 47 216 | 46 660 | - | - |

## Économie
La région d'Okhtyrka produit la plus grande partie du pétrole extrait en Ukraine. La ville a des fabricants d'articles en laine. Les environs sont fertiles et les vergers donnent d'excellents fruits.

## Patrimoine
La ville a une belle cathédrale (1753-62) qui aurait été bâtie sur un plan de Bartolomeo Rastrelli par Dmitry Oukhtomsky. Son architecture singulière est un impériale. À côté se dresse l'église de la Nativité (1825), qui
ressemble à un palais plus qu'à une église. Le clocher de la cathédrale
est construit sur trois niveaux et orné de statues (1783). Sur un plan
religieux, la ville est aussi connue depuis 1739 mélange complexe de baroque ukrainien traditionnel de l'Ukraine slobodienne avec des éléments provenant de la capitale pour son « icône miraculeuse » d’Okhtyrka (la « Mère de Dieu »).
C'est une jolie région boisée et doucement vallonnée. Les paysages d’un village russe portant le même nom russisé Akhtyrka, Oblast de Moscou, près de la ville de Serguiev Possad et de la propriété de Savva Mamontov, Abramtsevo, ont inspiré les peintres russes Viktor Vasnetsov en 1880 et Vassily Kandinsky en 1911. Ce village doit son nom à une icône miraculeuse du même type.

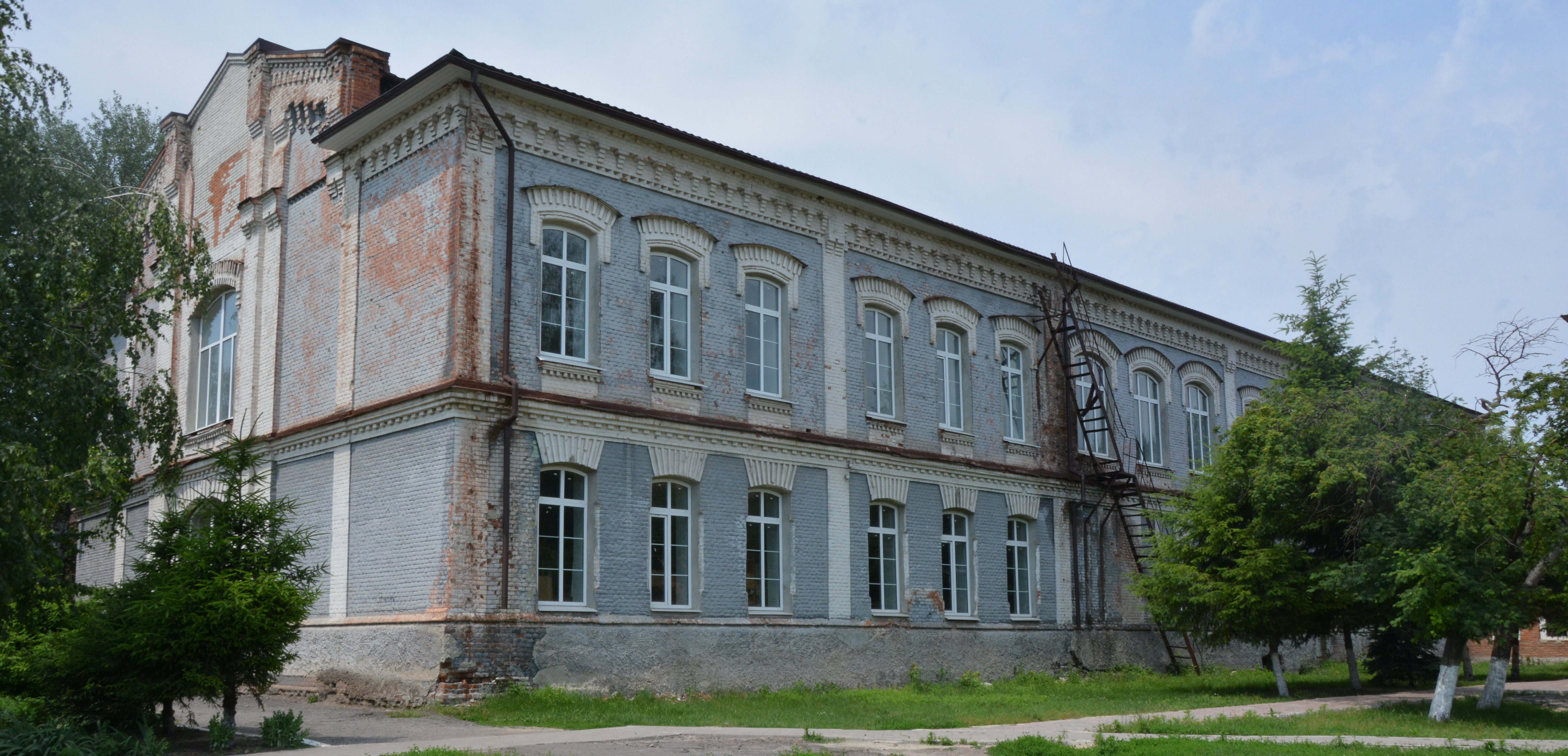
Le gymnasium de garçons classé[4].
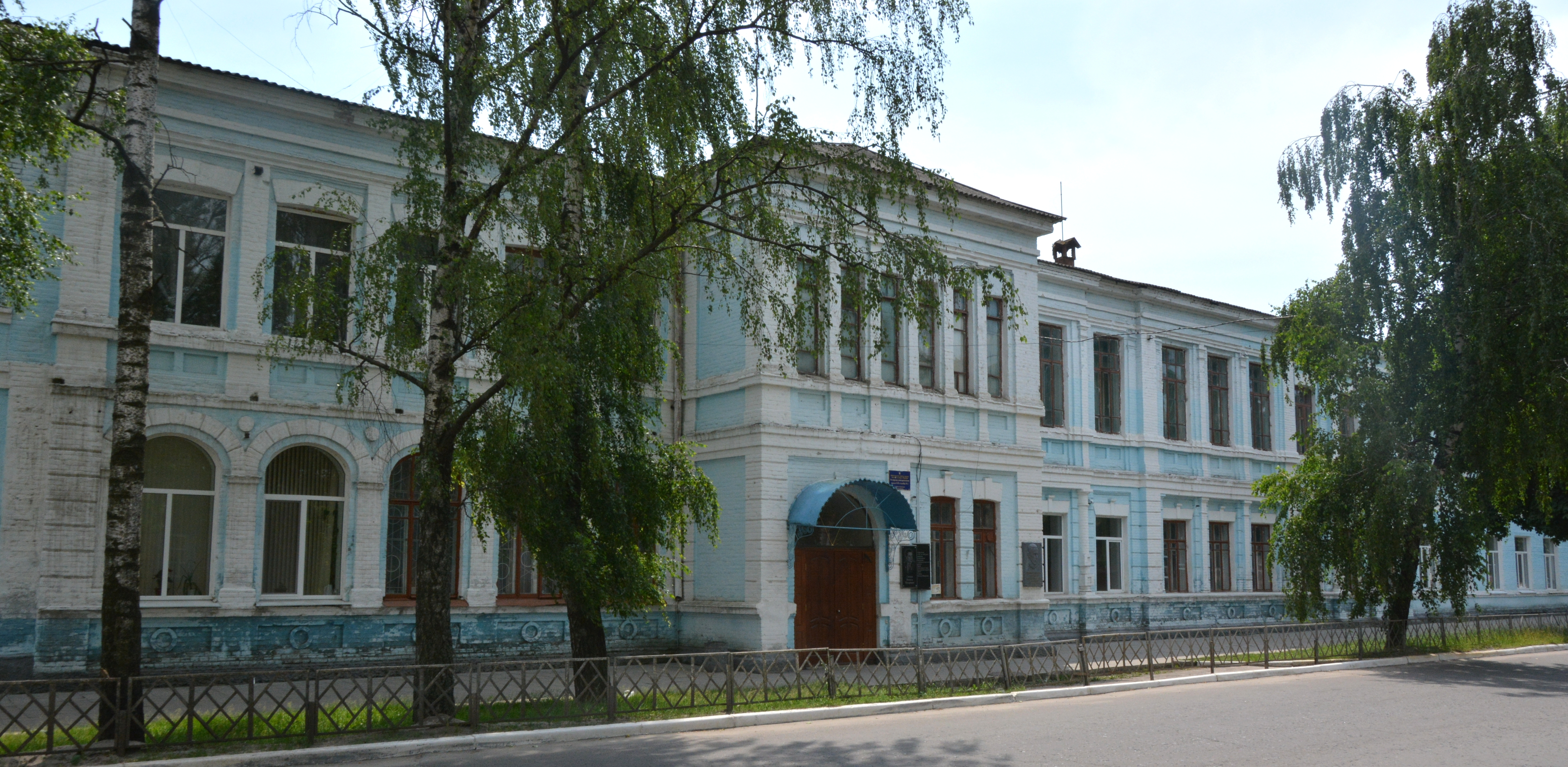
Le gymnasium de filles classé[5].
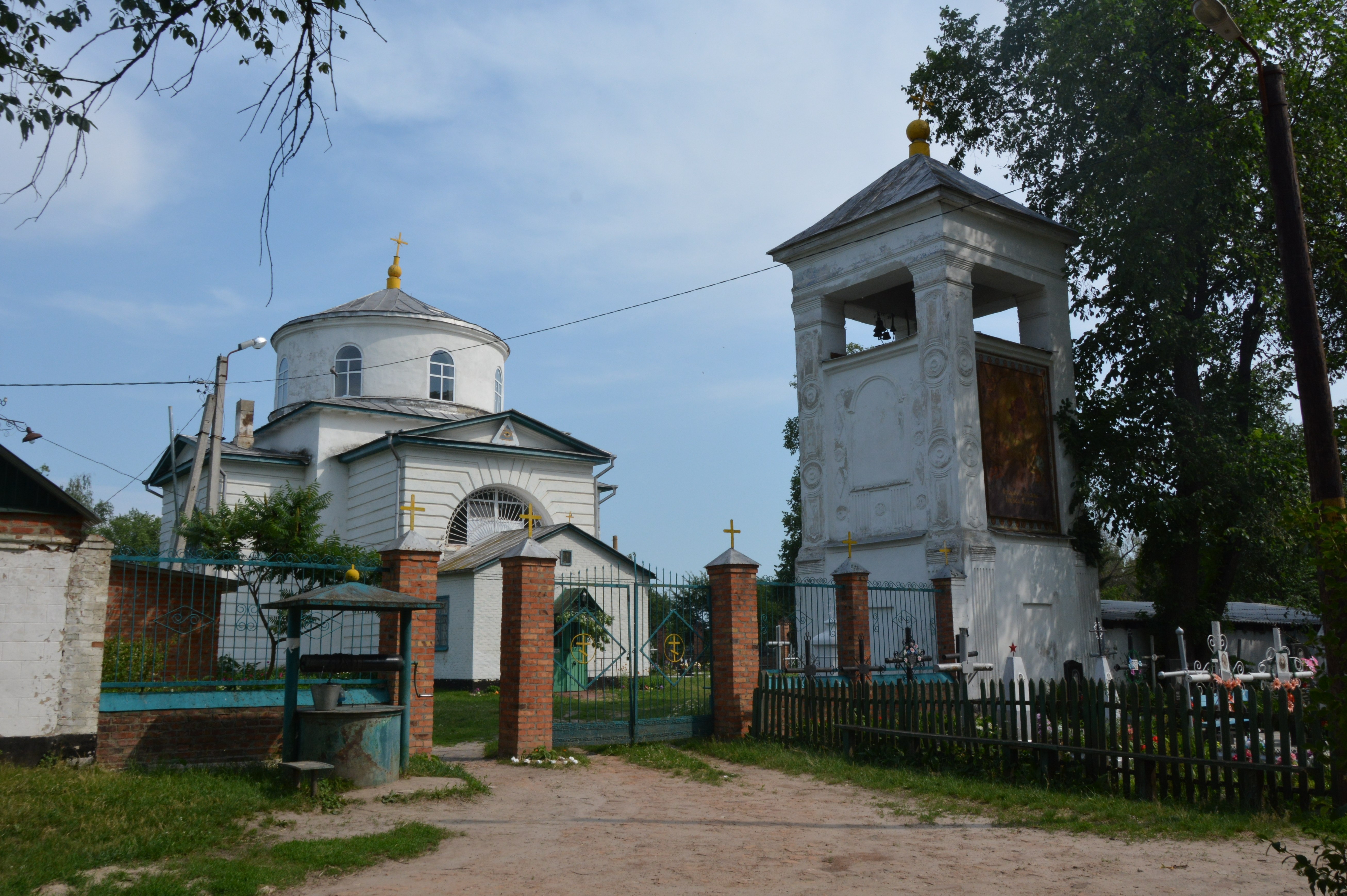
l'église Myronosytsky classée[6],[7],[8],[9].
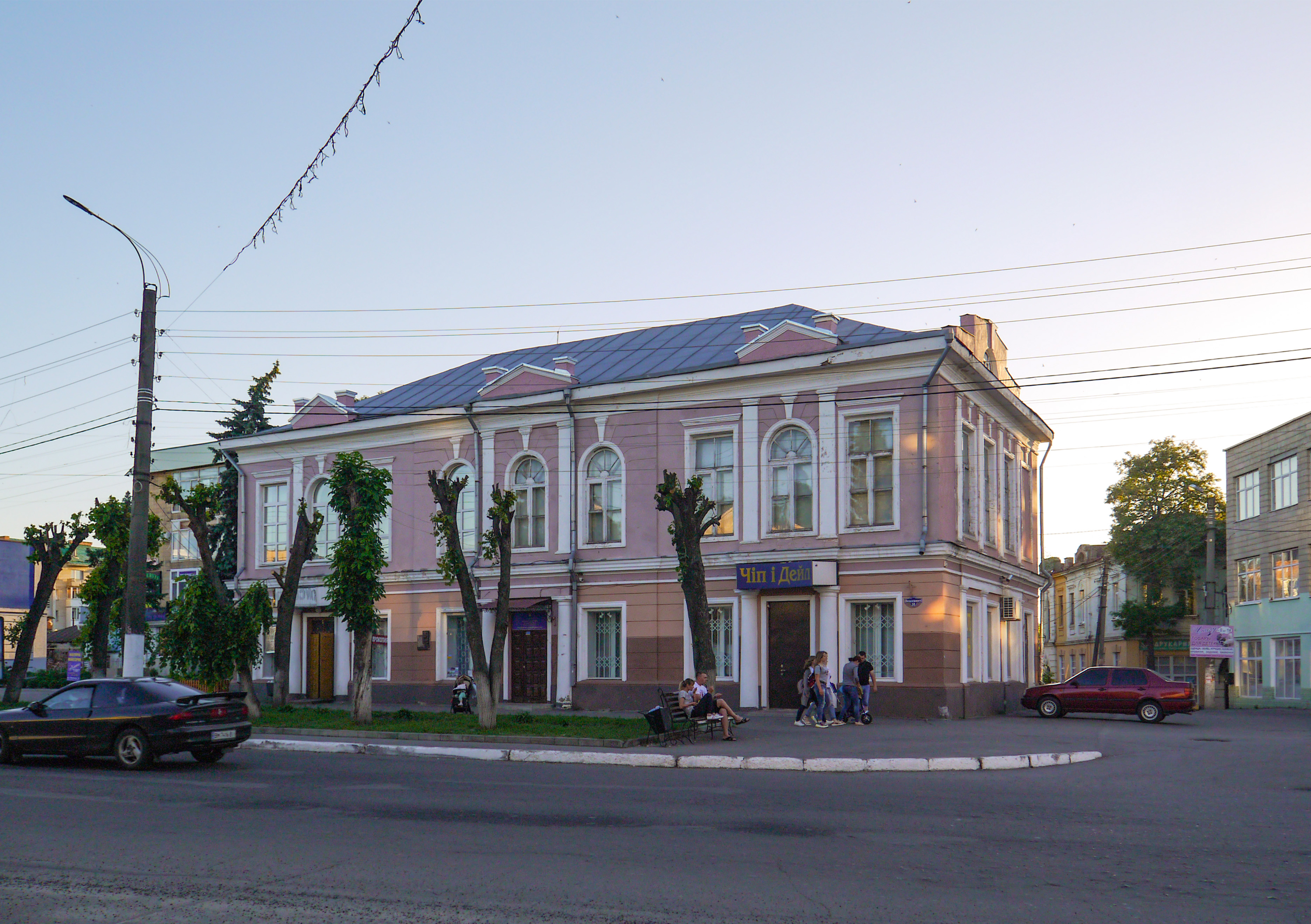
Le musée d'histoire classée[10].
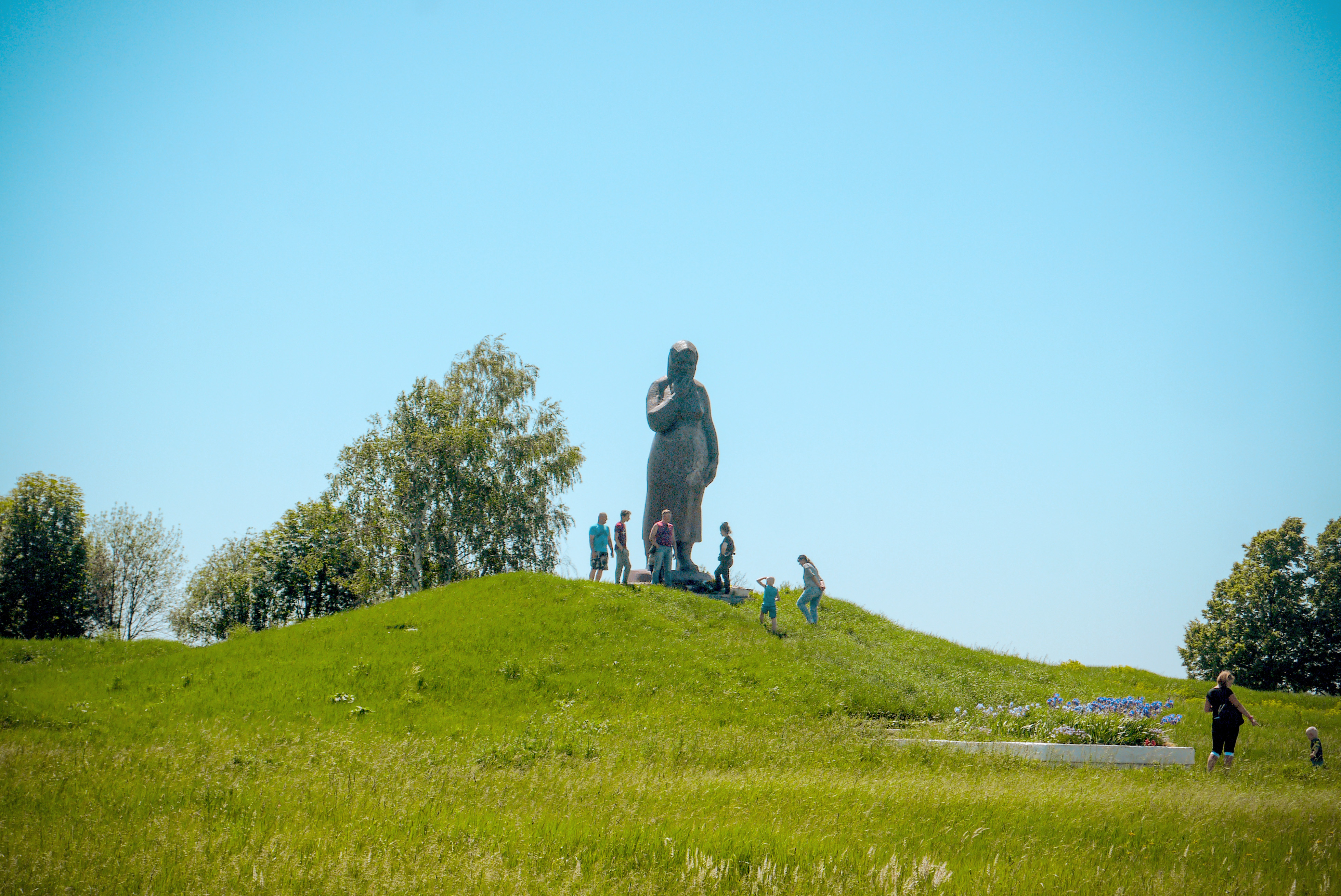
Mémorial à la Seconde Guerre mondiale classé[11],[12],